# Oprema za vozila v sili
Oprema za vozila v sili je katera koli oprema, ki je vgrajena v vozilo v sili ali se z njim prevaža, razen opreme, s katero je vgrajeno običajno vozilo, ki ni vozilo v sili (na primer žarometi, volanski obroči in vetrobransko steklo).

## Naprave za vizualno opozarjanje
Kakršna koli reševalna vozila (gasilsko vozilo, reševalno vozilo, policijski avto) so zelo verjetno v nevarnih situacijah, vključno z razmeroma pogostimi incidenti, kot je trk v cestnem prometu. Od njih se zahteva, da čim hitreje dobijo dostop do incidentov, v številnih državah pa jim odpuščajo spoštovanje določenih prometnih zakonov; na primer, morda bodo lahko rdeči semafor ali znak za zaustavitev obravnavali kot popuščanje ali jim bo dovoljeno, da prebijejo omejitev hitrosti. Vendar nujna vozila običajno ne morejo obravnavati železniškega prehoda kot popustljivega, ker vlaka ni mogoče pravočasno opozoriti, naj ustavi pred prehodom, da vozilo spusti skozi. Zato je ena redkih stvari, ki jo morajo dati nujni vozili, težki tovorni in potniški vlaki.
Iz teh razlogov so v številnih državah po vsem svetu zasilna vozila opremljena z vizualnimi opozorili, da opozorijo javnost (in zlasti druge voznike in udeležence v prometu), bodisi ko se približajo vozilu bodisi se jim približa. Vizualna opozorila so lahko dve vrsti - pasivna ali aktivna

### Pasivna vizualna opozorila
Pasivna vizualna opozorila so običajno povezana z zasnovo vozila in vključujejo uporabo visoko kontrastnih vzorcev. Na starejših vozilih (in tistih v državah v razvoju) je večja verjetnost, da bodo pobarvali svoj vzorec, medtem ko imajo moderna vozila navadno odsevne odseve, ki odsevajo svetlobo avtomobilskih žarometov ali bakel. Priljubljeni vzorci vključujejo "tablo za preverjanje" (nadomestni barvni kvadratki, včasih imenovani tudi "oznake Battenburg"), ševrone (puščice - pogosto usmerjene proti sprednjemu delu vozila, če so na strani ali usmerjene navpično navzgor na zadnji strani) ali črte (vzdolž strani - to je bila prva predstavljena vrsta ali odsevna naprava, saj je bil prvotni odsevni material na voljo le v obliki traku). V nekaterih državah so vozila poleg odsevnih oznak spodaj pobarvana tudi v živo rumeno ali oranžno barvo, da bi povečali vizualni učinek.
Druga oblika pasivne oznake je ime službe za nujne primere, zapisano v obratni smeri na sprednji strani vozila (npr. Reševalno vozilo ali požar). To voznikom drugih vozil omogoča, da v svojih vzvratnih ogledalih lažje prepoznajo bližajoče se zasilno vozilo. Na vozilu je lahko tudi ime lastnika ali upravljavca in telefonska številka, s katero se vozilo lahko pokliče.
Reševalna vozila imajo lahko tudi emblem (bodisi kot del pasivnih opozorilnih oznak ali ne). Nekatera reševalna vozila lahko prikazujejo Rdeči križ, Rdeči polmesec ali Rdeči diamant (skupaj znani kot zaščitni simboli). To so simboli, določeni z Ženevsko konvencijo, in vse države podpisnice se strinjajo, da bodo njihovo uporabo omejile na vojaška reševalna vozila ali na nacionalno družbo Rdečega križa ali Rdečega polmeseca. Uporaba katere koli druge osebe, organizacije ali agencije krši mednarodno pravo. Zaščitni simboli so namenjeni vsem ljudem (zlasti borcem v primeru vojne), da je vozilo nevtralno in da ne sme biti streljano, zato zagotavljajo zaščito zdravnikom in njihovim žrtvam, čeprav je to ni vedno spoštoval.
Številna reševalna vozila uporabljajo Zvezdo življenja, kar kaže na to, da lahko upravljavci vozila poskrbijo za svojo stopnjo oskrbe, ki je predstavljena na šestkraki zvezdi.